# Humanalbumin
Das Humanalbumin ist die menschliche Form des Albumins. Es handelt sich um ein globuläres, im Blut vorkommendes Protein. Albumin dient der Aufrechterhaltung des onkotischen Drucks. Es ist unter anderem bei Lebererkrankungen vermindert. Beim Gesunden findet sich eine Konzentration von 35 bis 53 g/l im Serum. Mutationen im ALB-Gen sind für eine seltene erbliche Form der Hyperthyroxinämie verantwortlich. Sehr selten kann das Protein völlig fehlen.

## Eigenschaften
Albumin hat eine Molekülmasse von etwa 66.470 Da und ist von elliptischer Gestalt. Es besteht aus 585 Aminosäuren, wovon viele schwefelhaltig sind. Es ist wasserlöslich, die Bindungskapazität für Wasser beträgt ca. 18 ml/g. Der isoelektrische Punkt liegt bei pH 4,6. Albumin ist ein Ampholyt, d. h. im Gegensatz zu anderen Kolloiden oder Kristalloiden kann es sowohl Anionen als auch Kationen reversibel binden. Das dem humanen Albumin verwandte bovine Serumalbumin ist das am häufigsten verwendete reine Protein in der Forschung.

## Vorkommen
Durchschnittlich besitzt ein Mensch (70 kg) im gesunden Zustand 250–320 g Albumin. 40 % davon befinden sich innerhalb der Blutgefäße im Blutplasma gelöst, 60 % außerhalb der Gefäße im Gewebe. Außer dem Albumin befinden sich noch andere Proteine, die Globuline im Blut. Obwohl Albumin die kleinere Proteinsorte der beiden Plasmaproteine darstellt, sind sie mengenmäßig mit 60 % (3,5–4,5 g/dl) in der Überzahl, Globuline machen nur 40 % aus.

## Biosynthese
Albumin ist das Genprodukt des ALB-Gens, das auf Chromosom 4 Genlocus q13.3 liegt.
Die Synthese von Albumin geschieht in der Leber mit einer durchschnittlichen Syntheserate von 0,2 g Albumin/kg Körpergewicht und Tag. Das von den Leberzellen (Hepatozyten) produzierte Preproalbumin wird im rauen Endoplasmatischen Retikulum (rER) posttranslational modifiziert. Durch das Abtrennen von Aminosäuren am N-Terminus entsteht Proalbumin. Das Proalbumin wird letztlich in den Golgi-Vesikeln zu Albumin umgewandelt. Der Abbau geht über die Niere, den Gastrointestinaltrakt und in den Gewebezellen der Leber vonstatten.
Dem chinesischen Forscher Daichang Yang gelang es 2011, Humanalbumin mithilfe genmanipulierter Reispflanzen herzustellen.

## Biologische Funktion

### Aufrechterhaltung des kolloidosmotischen Druckes
Indem Albumin in den Blutgefäßen Wasser an sich bindet, verhindert es dessen Austritt in die Zellzwischenräume und somit ins Gewebe. Da Albumine für 80 Prozent des kolloidosmotischen Drucks des Plasmas verantwortlich sind, kann ihr Mangel den Druck absenken und zu Ödemen (Wasseransammlungen im Gewebe) führen. Allerdings hat die neuere Forschung gezeigt, dass Personen, die wegen einer genetischen Abweichung keine Albumine ausbilden, eine normale Lebenserwartung ohne größere gesundheitliche Beeinträchtigungen haben.

### Transport von wasserunlöslichen Substanzen im Blut
Hydrophobe Stoffe wie Fettsäuren, Bilirubin, Spurenelemente, bestimmte Vitamine, Hormone, Kationen (Mg2+, Ca2+) und Arzneistoffe könnten ohne Bindung an Albumine im Blut nicht transportiert werden. Bis zu 20-25 Bilirubin-Moleküle, 9 Stearinsäure-Moleküle oder 5 Salicylsäure-Moleküle kann ein einziges Albumin-Molekül reversibel an sich binden.

### Beitrag zur Pufferkapazität des Blutes
Aufgrund ihrer ampholytischen Eigenschaften vermögen Albumine nach
{\displaystyle {\ce {HAlbumin <=> H+ + Albumin-}}}
H+-Ionen sowohl aufzunehmen als auch abzugeben und können damit stabilisierend auf den pH-Wert des Blutes einwirken. Das Albumin hat jedoch einen wesentlich geringeren Anteil an der Pufferkapazität des Blutes als beispielsweise Hydrogencarbonat und Hämoglobin.

## Störungen des Albumin-Haushaltes
Albumin wird in der Leber gebildet, was im Rahmen verschiedener Erkrankungen wichtig wird. Bei Leberzirrhose (z. B. aufgrund von chronischem Alkoholabusus) wird die Fähigkeit des Organs zur Synthese von Albumin eingeschränkt (Hypalbuminämie), was aufgrund des verminderten kolloidosmotischen Druckes des Blutplasmas zu Ödemen und Aszites führt. Ähnlich verhält es sich bei chronischer Unterernährung, da auch durch die mangelnde Protein- und Aminosäurezufuhr die Albuminbildung vermindert ist, und das Serumalbumin neben anderen Proteinreserven, wie z. B. Muskelgewebe, abgebaut wird. Einen nicht krankhaften Albuminverlust stellt die Hypoalbuminämie mit Albuminurie der Schwangerschaft dar.

## Verwendung in Impfstoffen
Humanalbumin wird als Stabilisator in manchen Impfstoffen (z. B. Tollwut-, FSME- oder Rötelnimpfstoffen) verwendet. Allergische Reaktionen sind nicht bekannt.